# 新川地域消防組合
新川地域消防組合（にいかわちいきしょうぼうくみあい）は、富山県黒部市、下新川郡入善町・朝日町の1市2町が組織する一部事務組合（消防組合）。
2013年4月1日に、黒部市・入善町・朝日町の旧消防本部を統合して設立した。管轄地域は前述の1市2町の全域。

## 概要
- 消防本部：黒部市植木761番地1
- 管内面積：725.57km2
- 職員定数：117人
- 消防署：4署
- 主力機械（2017年4月1日現在）
  - 普通消防ポンプ自動車：4
  - 水槽付消防ポンプ自動車：7
  - はしご付消防自動車：1
  - 化学消防自動車：1
  - 高規格救急車：8
  - 救助工作車：3
  - 指令車：5
  - 広報車：4
  - 搬送車：3

## 沿革
括弧内は各地域の事項を表す。なお、特記のないものは黒部市に関する事項である。
- 1949年6月1日 【入善町】入善町消防本部を設置。
- 1954年2月1日 【朝日町】泊町との合併に伴い、泊町消防本部を朝日町消防本部に改称。
- 1959年12月1日 黒部市消防団常備部を設置。
- 1963年7月1日 黒部市消防本部および黒部市消防署を設置。
- 1965年4月 【旧宇奈月町】宇奈月町消防団常備部を設置。
- 1968年12月 救急車を配備し救急業務を開始。
- 1972年3月 化学消防車を配備。
- 1972年4月 新消防庁舎が新天72番地に完成し移転。
- 1974年4月1日 【旧宇奈月町】宇奈月町消防本部および宇奈月町消防署を設置。
- 1974年10月　【旧宇奈月町】救急車を配備し救急業務を開始。
- 1979年11月 屈折はしご付消防車を配備。
- 1992年1月 救助工作車を配備。
- 1996年3月 高規格救急車を配備。
- 1997年12月 【旧宇奈月町】高規格救急車を配備。
- 2001年2月 30メートル級はしご付消防車を配備。
- 2002年1月 【旧宇奈月町】救助工作車を配備。
- 2006年3月1日 黒部市・宇奈月町の新設合併に伴い、新たな黒部市が発足。黒部市消防本部・宇奈月町消防本部を統合し、新たな黒部市消防本部を設置。黒部市消防署を黒部消防署に、宇奈月町消防署を宇奈月消防署に改称し、2署体制で発足。
- 2012年11月15日 現在地に消防本部庁舎を建設。
- 2013年4月1日 入善町消防本部と朝日町消防本部と統合し、新川地域消防組合を設立。組合事務局および消防本部を旧黒部市消防本部庁舎に設置。

## 消防の広域化
2006年の消防組織法改正後、富山県内の消防本部では統合・広域化が進められ、黒部市などの新川地域も対象となっていた。協議が進められた結果、魚津市に主導権を奪われるのを恐れ、同市以東の入善町と朝日町両消防本部を統合し、新たに消防組合を設立して広域化されることとなり、組合消防本部を旧黒部市消防本部に設置し、2013年3月30日に組合が発足。同年4月1日から本格的な業務が開始となった。

## 組織
- 本部 - 通信指令課、総務課、予防課、警防課
- 消防署 - 総務課、予防課、警防課

## 消防署
| 消防署       | 住所                        | 出張所 |
| ------------ | --------------------------- | ------ |
| 黒部消防署   | 黒部市植木761番地1          | なし   |
| 宇奈月消防署 | 黒部市宇奈月町内山3353      | なし   |
| 入善消防署   | 下新川郡入善町入膳3520番地1 | なし   |
| 朝日消防署   | 下新川郡朝日町道下1062番地  | なし   |